# 시라판 와타나진다
시라판 와타나진다(태국어: ศิรพันธ์ วัฒนจินดา, 1982년 5월 22일 ~ )는 태국의 배우이다.